# Piotr Zawisza
Piotr Zawisza (zm. w 1815 roku) – sędzia ziemiański i sędzia ziemski kowieński w latach 1792–1794, sędzia ziemski kowieński w latach 1782-1792, cześnik kowieński w latach 1779-1782, miecznik kowieński w latach 1775-1779.

## Życiorys
Od drugiej połowy 1793 roku był członkiem sprzysiężenia litewskiego, przygotowującego wybuch powstania kościuszkowskiego. W czasie powstania 1794 był członkiem wyprawy płk. Stefana Grabowskiego, wzięty do niewoli w bitwie pod Lubaniem. Został zesłany do Kazania, powrócił po wstąpieniu na tron cesarza Pawła I Romanowa.